# 1006
Anul 1006 (MVI) a fost un an obișnuit al calendarului iulian.

## Evenimente

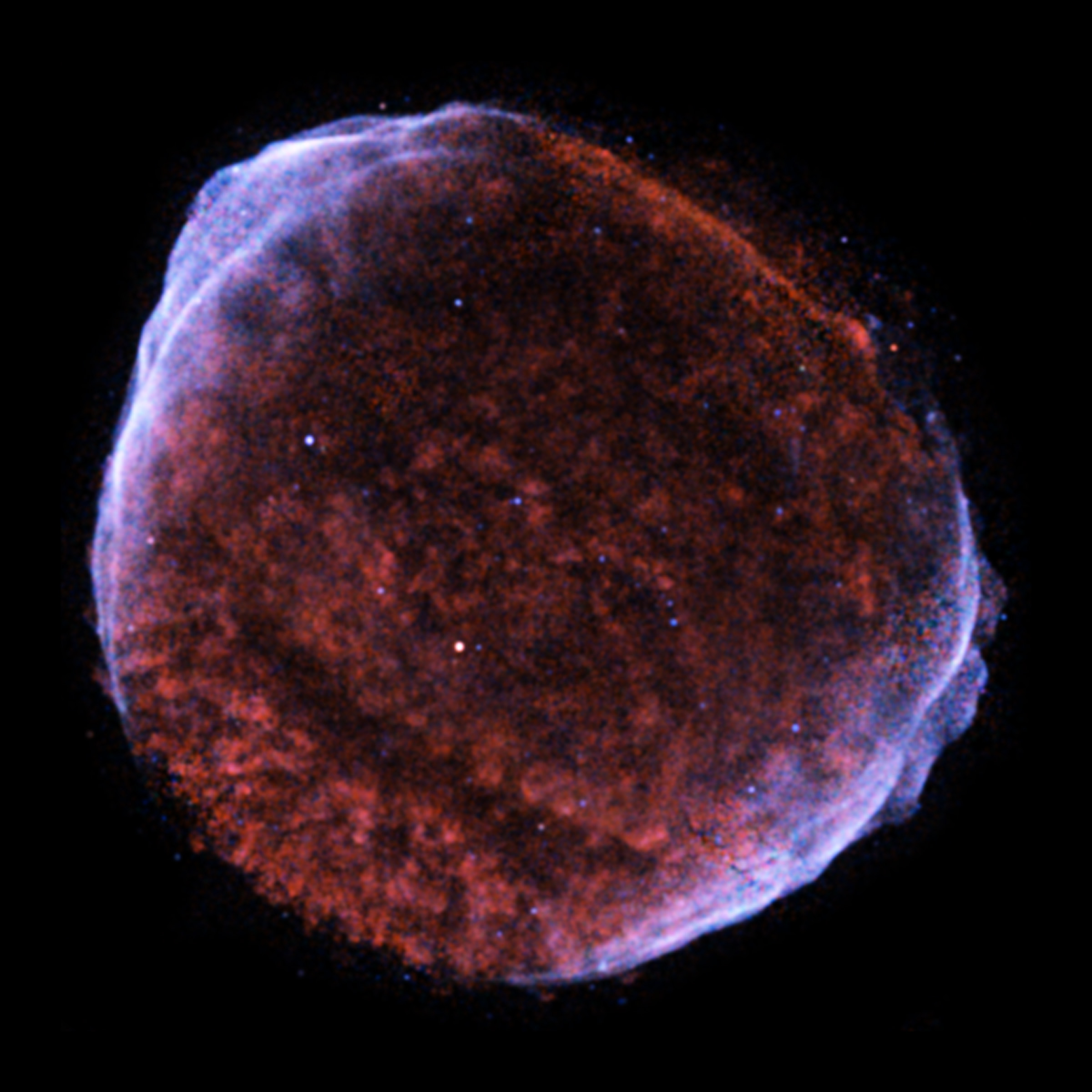
Ramasitele cosmice de la Supernova SN 1006

1 mai - Cea mai strălucitoare supernovă înregistrată vreodată, SN 1006, are loc în constelația Lupus. Este observata, consemnată și descrisă în China, Japonia, Irak, Egipt și Europa și America de Nord. Astronomii moderni estimează distanța sa la aproximativ 7.200 de ani lumină. Supernova oferă suficientă lumină pentru a fi vazută într-o noapte cu o lună nouă. 

### Europa
Vara - Flota saracenilor apare în fața Pisa, dar pleacă din nou. Pisanii își duc flota la mare pentru a fugi și a învinge flota arabă la bătălia de la Reggio Calabria (sudul Italiei).
Brian Boru vizitează Ulsterul și rămâne necontestat
Toamnă - războinicii vikingi danezi conduși de Sweyn I (Forkbeard) atacă și distrug trecerea râului la Wallingford. Danezii atacă și ard orașul Reading (situat în Valea Tamisei).

### Oceania

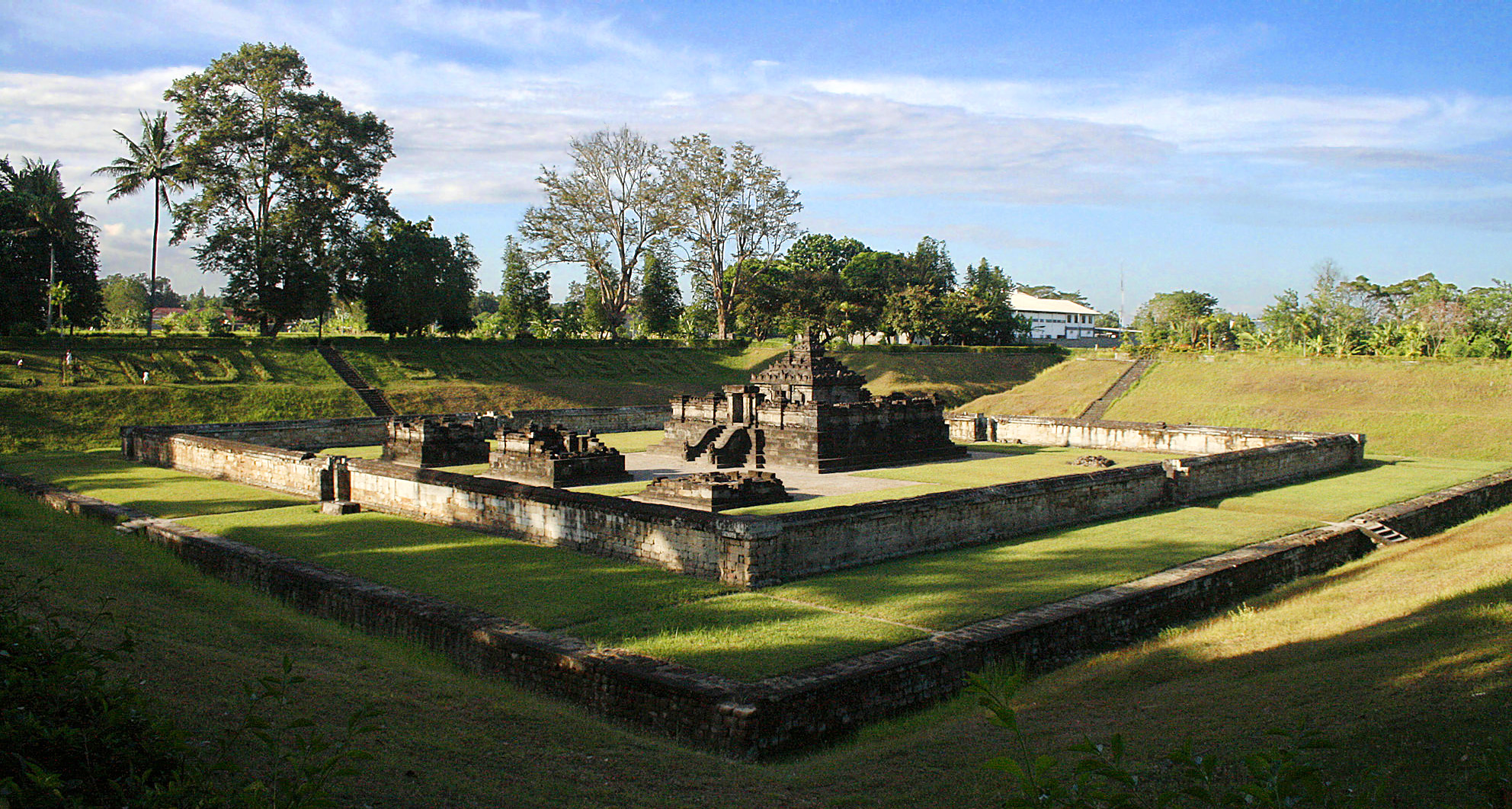
Templul hindus Sambisari acoperit de cenusa vulcanica

O erupție majoră a vulcanului Muntelui Merapi acoperă toată Java centrală cu cenușă vulcanică și distruge regatul hindus Mataram de pe insula Java. 

## Nașteri
- 23 octombrie - Wen Yanbo, mare cancelar (d. 1097)
- Al-Lakhmi, cărturar și jurist fatimid (d. 1085)
- Constantin X, împărat bizantin (d. 1067)
- Ísleifur Gissurarson, episcop islandez (d. 1080)
- Khwaja Abdullah Ansari, poet sufist persan (d. 1088)

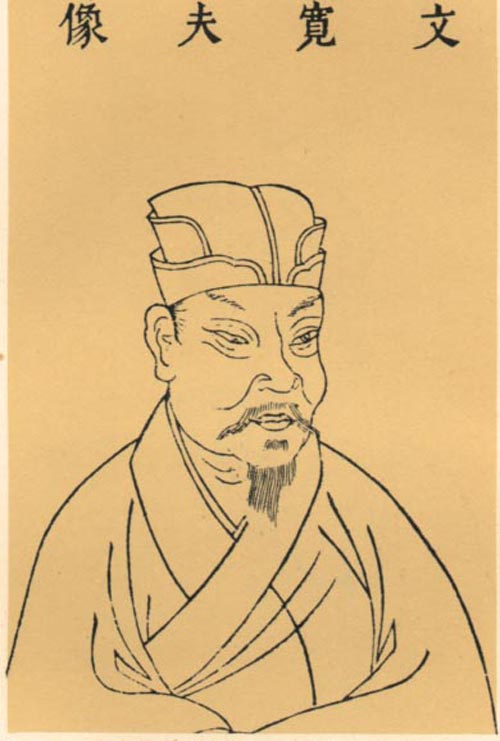
Wen Yanbo, cancelar chinez
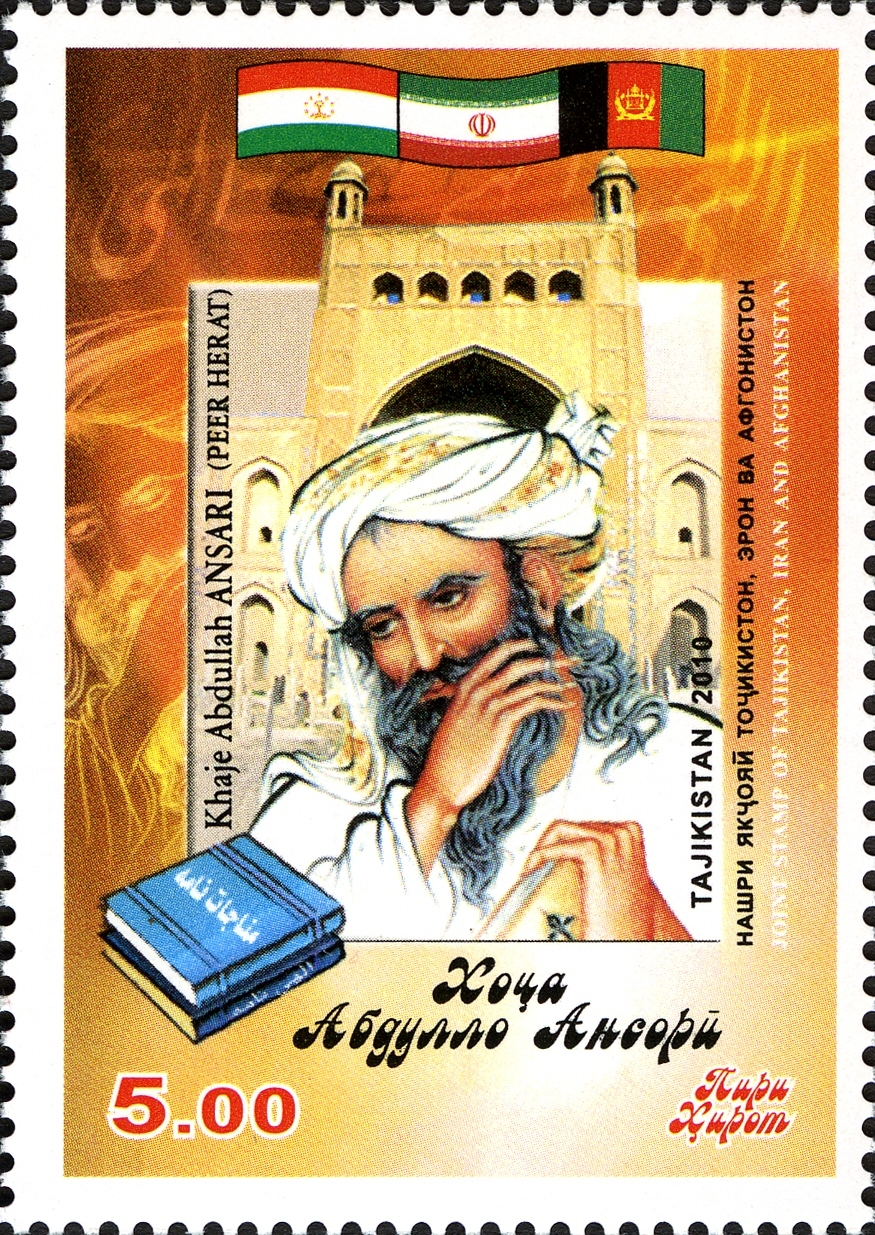
Khwaja Abdullah Ansari, poet persan

## Decese
- 13 februarie - Fulcran, episcop de Lodève (Franța)
- 21 iulie - Gisela de Burgundia, ducesă de Bavaria
- 26 decembrie - Gao Qiong, general chinez (n. 935)
- Ælfhelm din York, ealdorman (dux) din Northumbria
- Azon Venerabilul (sau Atso), prelat francez
- Cenwulf, episcop de Winchester
- Fiachra Ua Focarta, starețul Clonfert (Irlanda)
- Giovanni Orseolo, nobil venețian (n. 981)
- Ibn Marzuban, oficial și medic persan
- Maud al Normandiei, nobilă franceză
- Olaf Păunul, negustor islandez
- Sherira Gaon, lider spiritual evreiesc